# Lars Gaardhøj
Lars Gaardhøj (født 1. maj 1974) er en dansk politiker fra Socialdemokratiet, der siden 1. august 2021 har været regionsrådsformand i Region Hovedstaden. Han afløste Sophie Hæstorp Andersen.
Ved regions- og kommunalvalget den 16. november 2021 var Lars Gaardhøj spidskandidat for Socialdemokratiet og kunne på valgnatten indgå en konstituering med alle partier og derfor forsætte som regionsrådsformand. Han er udpeget af Socialdemokratiet til at blive partiets spidskandidat til den nye Region Østdanmark ved regionsrådsvalget 2025.
Lars Gaardhøj er uddannet samtidshistoriker fra Syddansk Universitet Odense (1994-01) og har skrevet speciale om den polske fagbevægelse Solidarnosc og var under sin uddannelse i praktik på den danske ambassade i Stockholm, Sverige (1998).
Gaardhøj er gift med Stine Svarre Gaardhøj og de har sammen tre børn og bor på Østerbro i København.